# Navigare necesse est, vivere non est necesse
Navigare necesse est, vivere non est necesse. Latin for: “Det er nødvendigt at sejle, ikke at leve”. Ifølge Plutarch udtalt af den romerske general og konsul Pompejus den Store da han under en storm beordrede sømænd at sejle korn fra Afrika til Rom. Senere valgt til Hansestæderne valgsprog.
I dag er det motto for Grenaa Gymnasium og HF.